# Музейно-просветительский комплекс «Сокольники»
Музейно-просветительский комплекс — этот статус был присвоен КВЦ «Сокольники» в связи с открытием на его территории 24 сентября 2010 года первого в России Квартала музеев.

## История Музейно-просветительского комплекса
Квартал музеев находится на территории одной из самых крупных зелёных зон Москвы — парка Сокольники.
Предпосылки для создания квартала музеев:
- Организация творческих проектов выставочным центром, расположенным на территории парка, которые со временем и оформились в самостоятельные музеи.
- Востребованность подобных музеев со стороны посетителей парка, который всегда был и остаётся излюбленным местом для досуга москвичей и гостей столицы.

На территории Сокольников выставки начали проходить ещё в советское время — с 1959 года. В парке тогда появился золотистый купол оригинальной формы, а рядом — другие выставочные павильоны. Американская национальная выставка стала первым международным мероприятием на территории нынешнего ЭкоЦентра «Сокольники». Именно тогда состоялись легендарные «кухонные дебаты» между Р. Никсоном и Н. Хрущовым. С тех пор выставочная деятельность в Сокольниках получила постоянную прописку.
С тех пор на территории парка было проведено множество российских и международных выставок. В 2008 году стартовал творческий проект «Современный музей каллиграфии» — первый в России музей, посвящённый искусству красивого письма. В течение 2-х лет музей провёл целый ряд мероприятий и приобрёл значимый статус в мире культуры и искусства. С 2009 года музей является членом Международного Совета Музеев (ИКОМ России), с 2010 года состоит в Американской ассоциации музеев (ААМ) и Европейском музейном форуме (EMF). Проект поддерживает Министерство культуры России.
В 2010 году на территории парка появилось ещё 2 музея — Музей всемирной истории упаковки и Музей льда, в связи с чем Конгрессно-выставочному центру был присвоен официальный статус Музейно-просветительского комплекса. В ближайшее время запланировано открытие новых тематических экспозиций, которые войдут в состав Квартала.

## Современный музей каллиграфии
Лицом комплекса является Современный музей каллиграфии, входящий в состав Международного Совета музеев (ИКОМ России) и являющийся самым молодым его представителем. Мероприятия Современного музея каллиграфии проводятся под эгидой Комиссии РФ по делам ЮНЕСКО и при поддержке Министерства культуры России.
В настоящий момент экспозиция Современного музея каллиграфии насчитывает шедевры письма из 43 стран мира, в том числе занесённые в Книгу рекордов Гиннесса. В ноябре 2010 года на базе музея начала работу Национальная школа искусства красивого письма. В настоящий момент формируются детские и взрослые группы для обучения каллиграфии. 14 сентября 2011 года презентация Современного музея каллиграфия состоится в Париже.
Музей располагается в павильоне № 7

## Музей всемирной истории упаковки
Музей упаковки — это богатейшие коллекции уникальной упаковочной и этикеточной продукции. В настоящий момент в Сокольниках представлена экспозиция образцов, созданных в России. Первый раздел — «Российская Империя» (этикетки и бутылки, литографированные металлические банки и обертки для кондитерских изделий, флаконы и этикетки для парфюмерии и косметики). Второй раздел — «СССР», представляющий известные советские бренды. Третий раздел — «Современная Россия». Экспозиция постепенно расширяется.
Музей располагается в павильоне № 7а

## Музей льда
Официальное открытие музея состоялось 4 декабря 2010 года. Территория музея 700 м². Выставочная часть музея занимает 500 м² и оснащена морозильными камерами. Для того чтобы появилась первая экспозиция, скульпторы использовали 800 тонн льда и 200 тонн снега. Вы сможете побывать в ледяной комнате, созданной со всеми деталями реального интерьера — камином, стульями, зеркалом, ледяным баром с ледяной посудой и даже — ледяной кроватью! На экспозиции Вы увидите сделанных изо льда героев мультфильмов, инопланетных существ, фантастических насекомых, Медузу Горгону и Пегаса и даже динозавра.

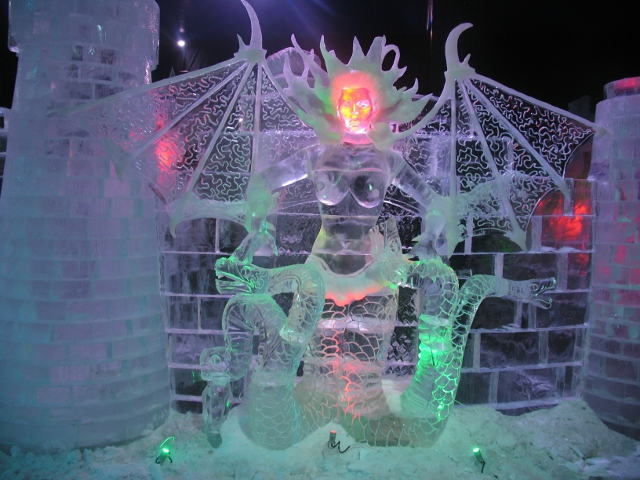
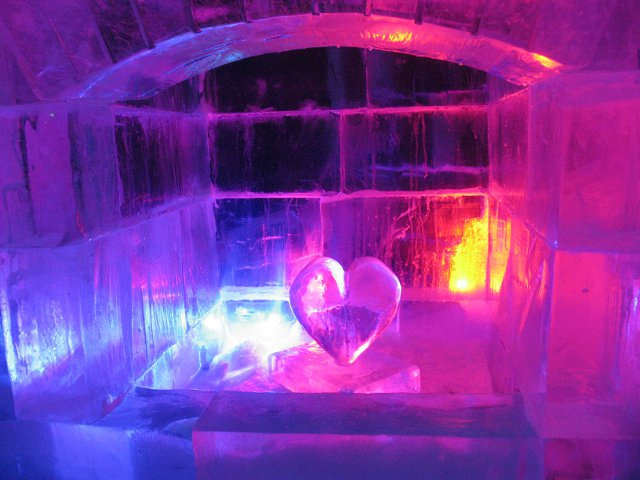
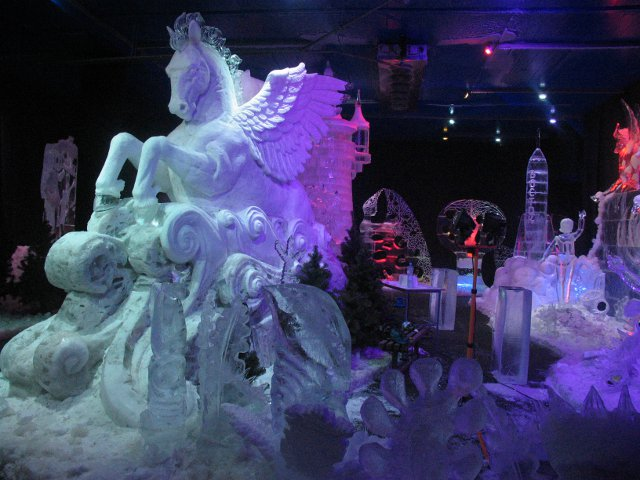